# جیلن نیل
جیلن نیل (انگلیسی: Jalen Neal؛ زادهٔ ۲۴ اوت ۲۰۰۳) بازیکن فوتبال اهل ایالات متحده آمریکا است.
از باشگاه‌هایی که در آن بازی کرده است می‌توان به باشگاه فوتبال لس آنجلس گلکسی اشاره کرد.
وی همچنین در تیم‌های ملی فوتبال زیر ۱۶، زیر ۲۰ و بزرگسالان ایالات متحده آمریکا بازی کرده است.